# Chuck Stewart
Charles Hugh Stewart (Henrietta, 21 mei 1927 - Teaneck, 20 januari 2017) was een Amerikaanse jazz-fotograaf. Hij maakte de foto's voor meer dan tweeduizend platenhoezen, waaronder veel foto's voor platen van Impulse! Records. Hij fotografeerde onder meer Louis Armstrong, Duke Ellington, Count Basie, Miles Davis, Billie Holiday, Ella Fitzgerald en Frank Sinatra, maar ook musici en vocalisten in de rhythm & blues en salsa.  

## Biografie
Stewart groeide op in Tucson (Arizona). Op zijn dertiende verjaardag kreeg hij een Box Brownie-camera, waarmee hij al snel zijn voordeel deed: toen operazangeres Marian Anderson zijn school bezocht maakte hij foto's, die hij vervolgens voor 2 dollar per stuk verkocht. Hij studeerde fotografie aan Ohio University, waar hij bevriend raakte met fotograaf Herman Leonard. Tijdens zijn diensttijd was hij legerfotograaf, daarna ging hij in New York werken voor Leonard en leerde hij foto's maken. Toen Leonard naar Parijs verhuisde, nam Stewart zijn studio over. In de tientallen jaren erna nam hij talloze foto's van jazzmusici, en profil en tijdens hun werk. Zo maakte hij foto's tijdens de opnames van John Coltrane voor zijn album "A Love Supreme". Zijn (zwart-witte) portretfoto's hadden meestal een zwarte achtergrond. Zijn foto's werden gebruikt voor platenhoezen, van Impulse! maar ook andere labels, zoals Mercury Records, Reprise Records, Verve en Chess. Ze verschenen ook in bladen als Esquire en The New York Times en werden gebruikt in Leonard Feather's Encyclopedia of Jazz. Hij exposeerde onder andere in Jazz at Lincoln Center. In 1991 verscheen bij uitgeverij Da Capo een boek met zijn foto's, "Chuck Stewart's Jazz Files".
Stewart overleed op 89-jarige leeftijd in Teaneck (New Jersey).

## Prijzen en onderscheidingen
- Milt Hinton Award For Excellence in Jazz Photography

- Bibliothèque nationale de France: cb131758389 (data)
- International Standard Name Identifier: 0000 0000 2831 4512
- Library of Congress Control Number: n85023026
- MusicBrainz: 577ddf81-24ba-4118-9c42-5cd7ec485ad1
- Nederlandse Thesaurus van Auteursnamen: 073074209
- PIC: 297079
- Istituto Centrale per il Catalogo Unico: UM1V034954
- SNAC: w6zs596r
- Virtual International Authority File: 17361724
- WorldCat: E39PBJvxvBbXhCwyBtGVYqPYT3